# Sclerodoris
Sclerodoris es un género de moluscos nudibranquios de la familia Discodorididae.

## Especies
El Registro Mundial de Especies Marinas reconoce las siguientes especies en el género Sclerodoris:
- Sclerodoris apiculata Alder & Hancock, 1864
- Sclerodoris coriacea Eliot, 1904
- Sclerodoris minor  Eliot, 1904
- Sclerodoris prea (Ev. Marcus & Er. Marcus, 1967)
- Sclerodoris tanya (Ev. Marcus, 1971)
- Sclerodoris tarka Burn, 1969
- Sclerodoris trenberthi (Burn, 1962)
- Sclerodoris tuberculata Eliot, 1904
- Sclerodoris virgulata Valdes, 2001
- Sclerodoris worki (Ev. Marcus & Er. Marcus, 1967)

Especies cuyo nombre ha dejado de ser aceptado por sinonimia:
- Sclerodoris rubra Eliot, 1904:  aceptado como Sclerodoris tuberculata Eliot, 1904

## Morfología
El género se caracteriza por tener el notum, o manto, muy grande y con protuberancias o crestas. En la mayoría de especies el aspecto del manto imita al de esponjas, de las que se alimenta. Tanto los rinóforos, laminados y anchos, como las branquias dorsales, se retraen. Las branquias rodean el ano, situado en el centro de la parte posterior del manto.

## Reproducción
Son ovíparos y hermafroditas triáulicos, que cuentan con dos aberturas genitales femeninas separadas: oviducto y vagina, y un pene masculino.
Aunque son hermafroditas no pueden autofecundarse, por lo que necesitan, al menos, de otro individuo para procrear. Con frecuencia conforman agregaciones reproductivas de varios individuos, que, en su mayor parte, penetran a otro individuo, y son penetrados a su vez.

## Alimentación
Son predadores carnívoros, alimentándose principalmente de esponjas.

## Hábitat y distribución
Estas pequeñas babosas marinas se distribuyen por los océanos Atlántico, Índico  y Pacífico.
Habitan aguas templadas y tropicales, en un rango de profundidad entre 0 y 408 m, y en un rango de temperatura entre 14.18 y 24.50 °C.
Frecuentan áreas rocosas costeras y zonas planas de arrecifes de coral.

## Galería

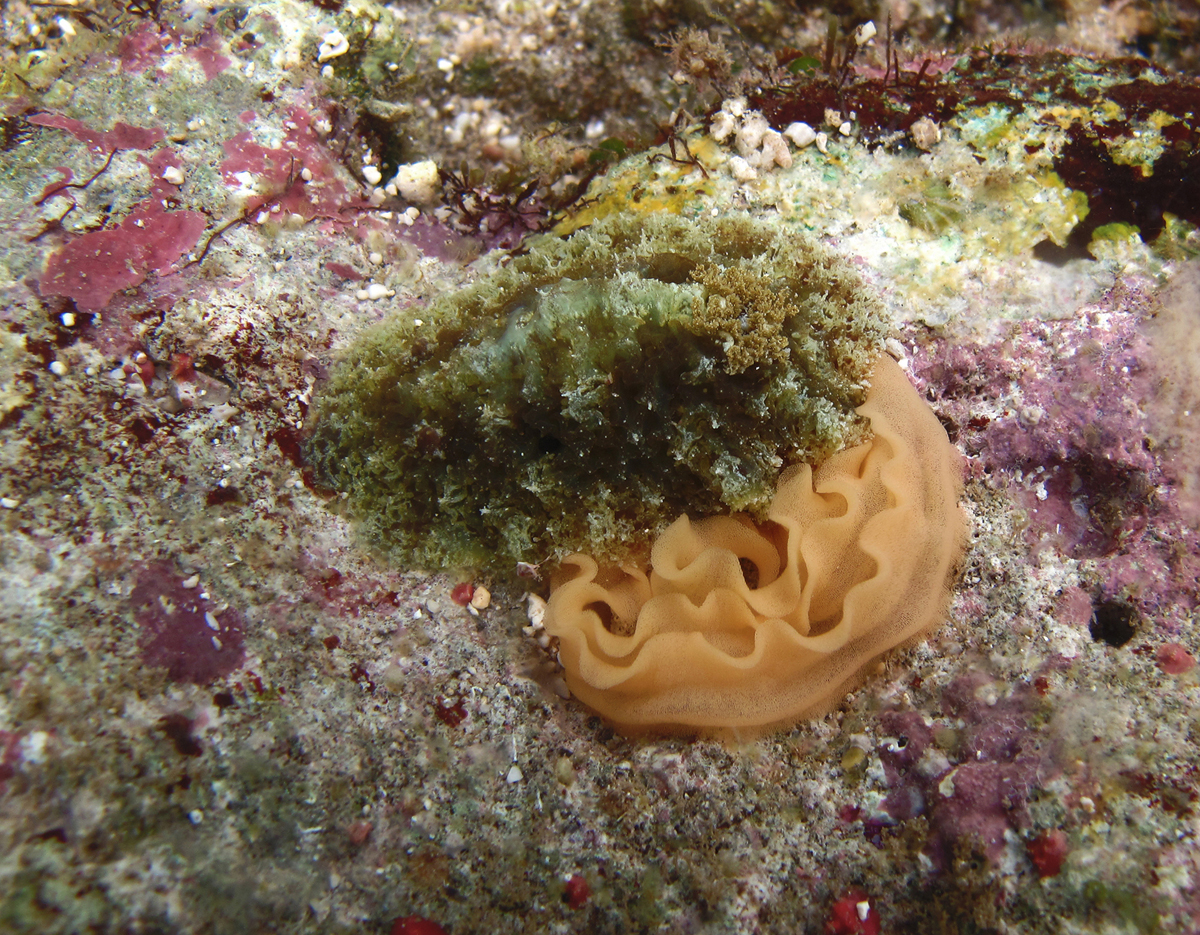
Sclerodoris apiculata realizando una puesta de huevos
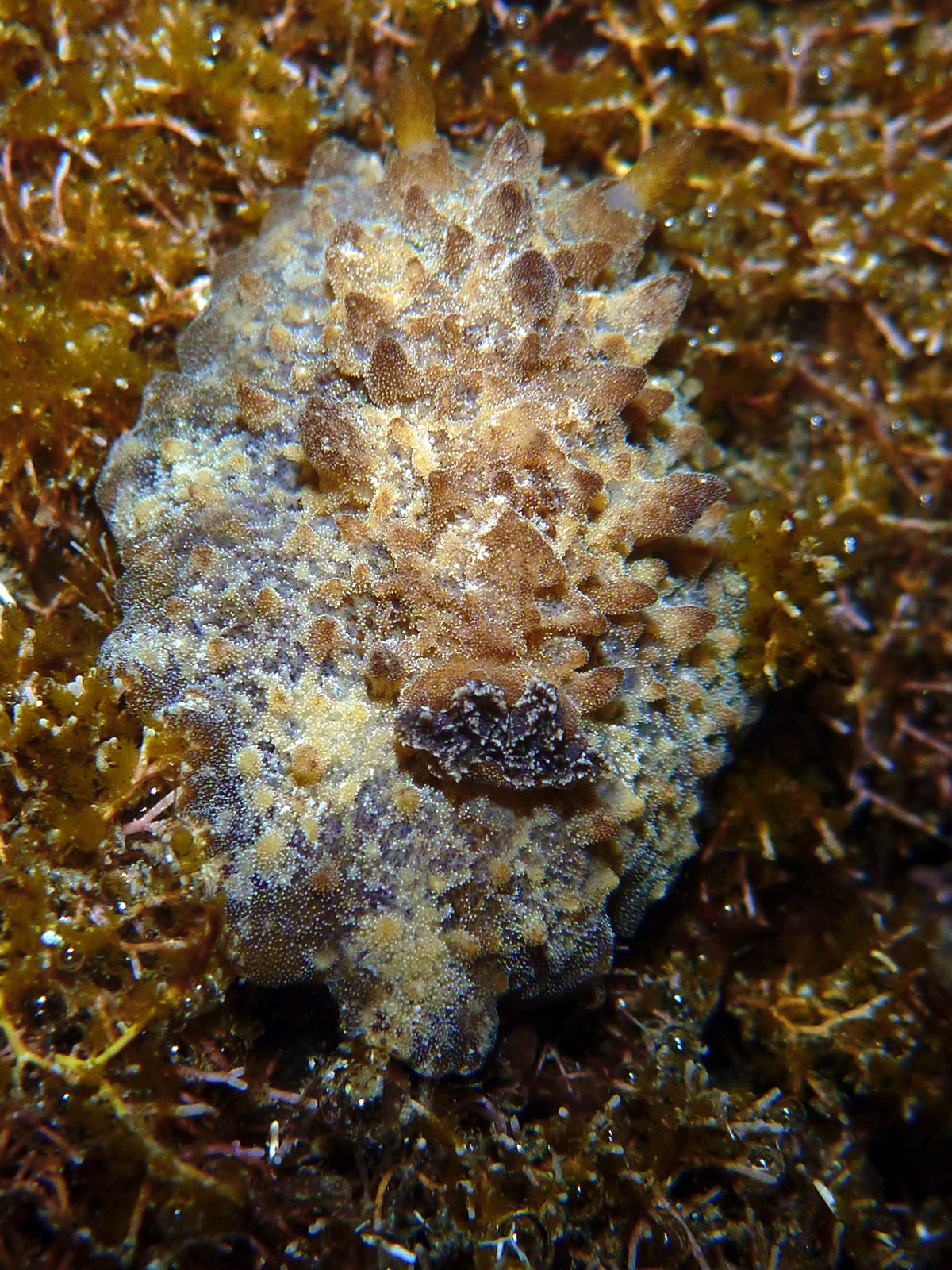
Sclerodoris coriacea
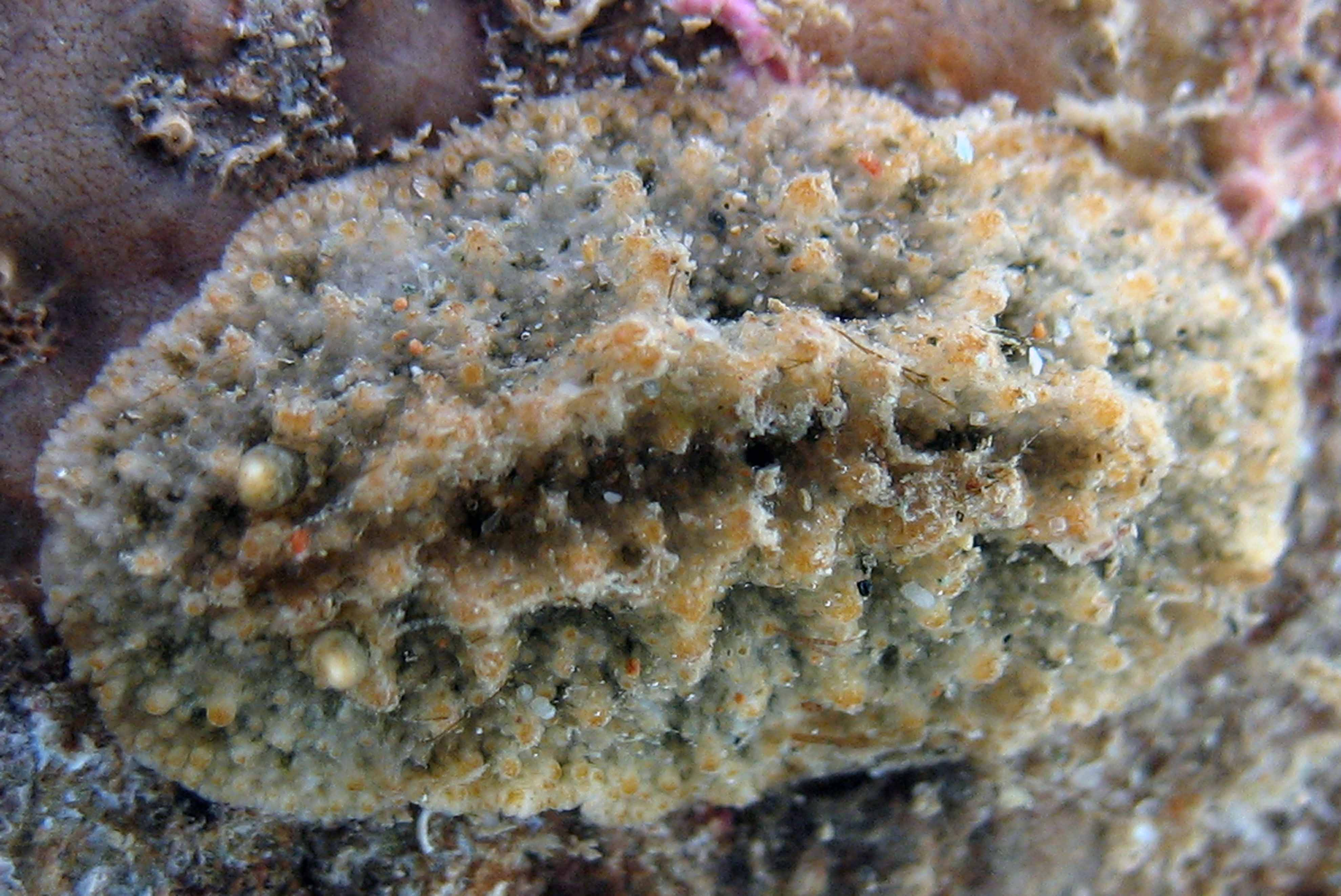
Sclerodoris prea
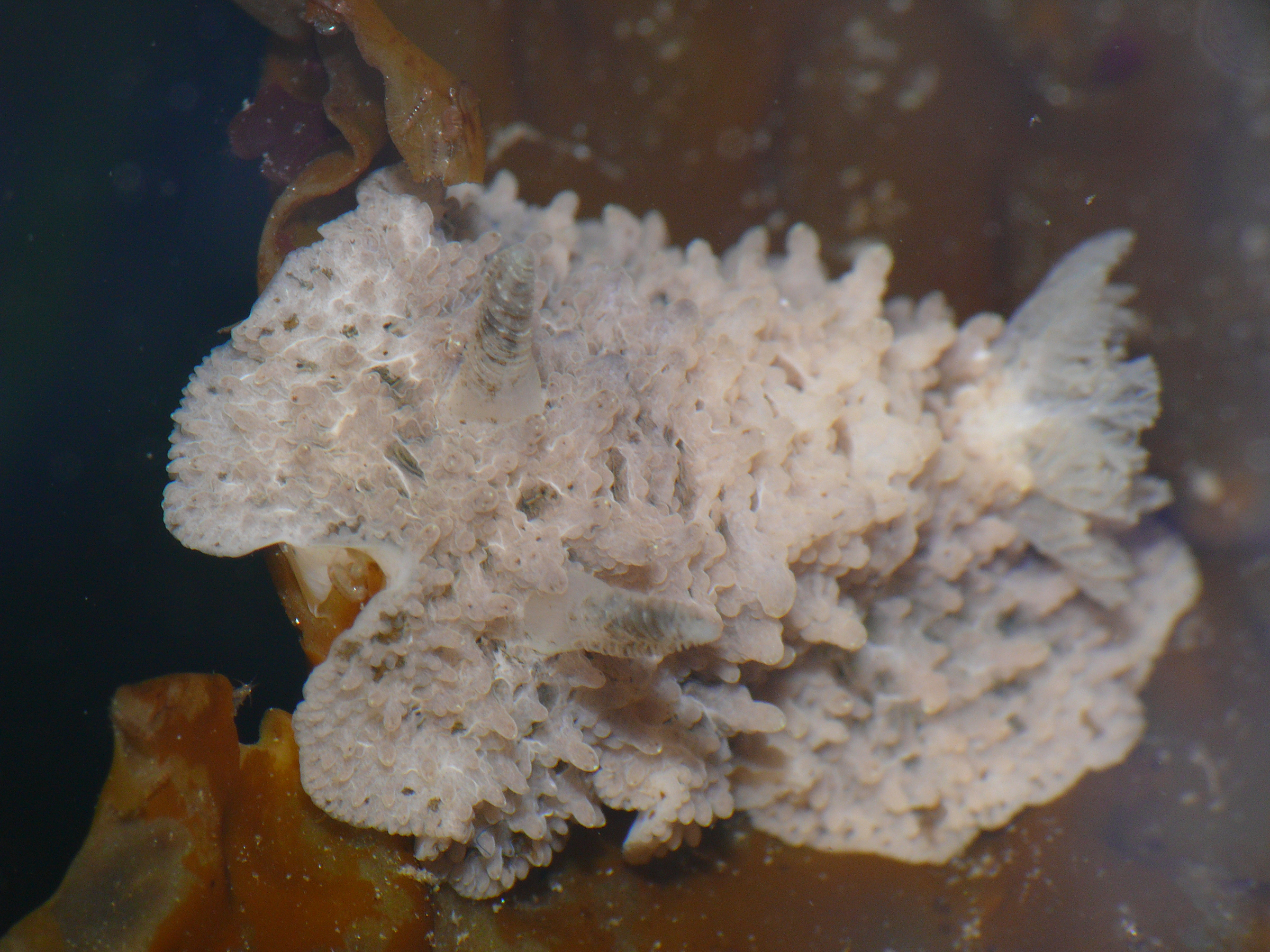
Sclerodoris tanya
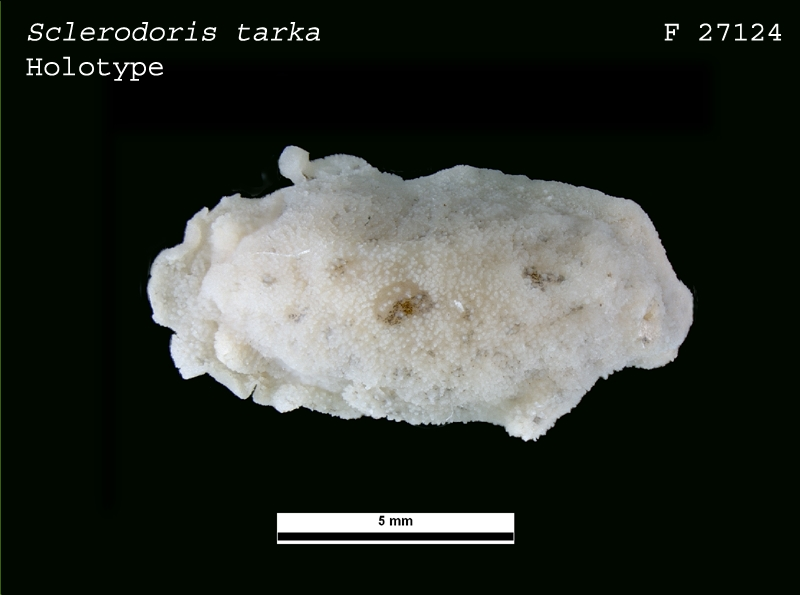
Sclerodoris tarka
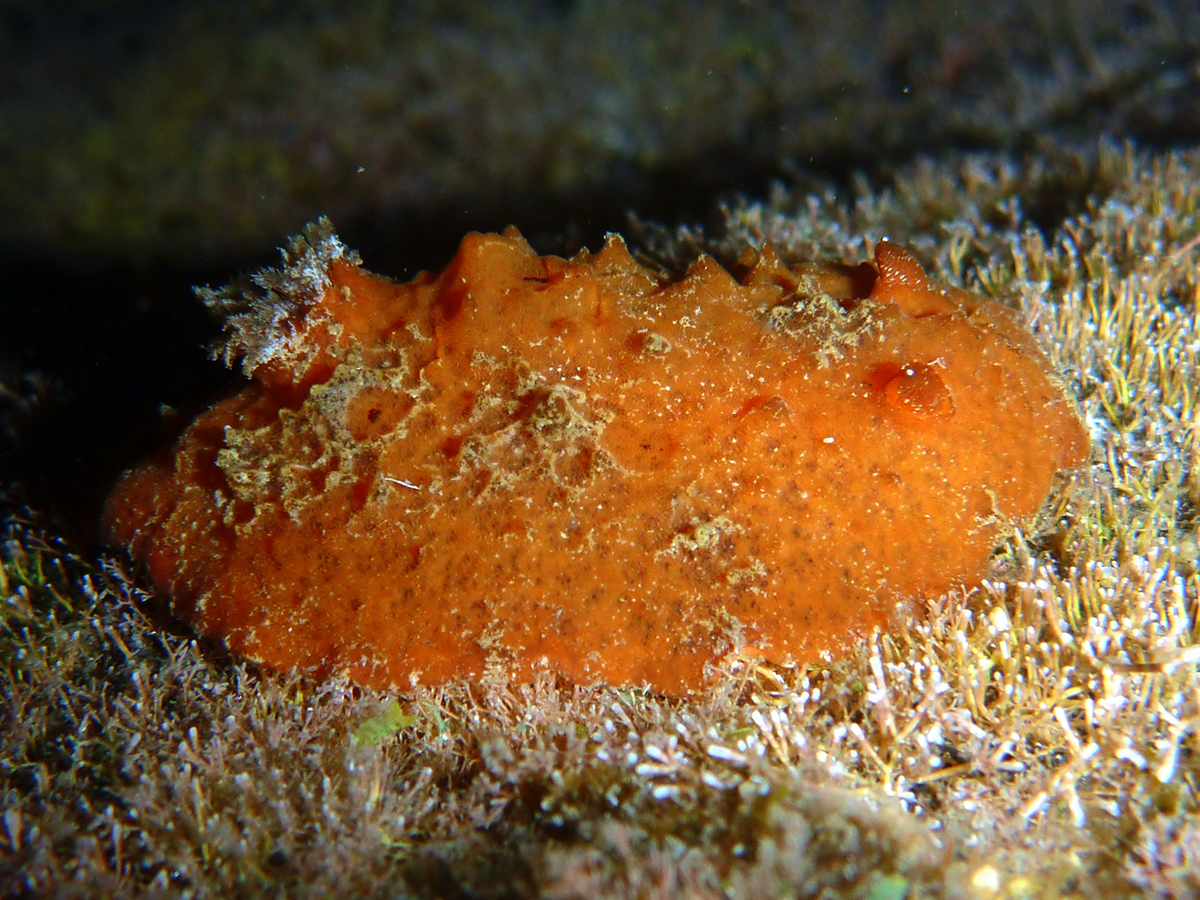
Sclerodoris tuberculata